# Hetaeria affinis
Hetaeria affinis är en orkidéart som först beskrevs av William Griffiths, och fick sitt nu gällande namn av Gunnar Seidenfaden och Paul Ormerod. Hetaeria affinis ingår i släktet Hetaeria och familjen orkidéer. Inga underarter finns listade i Catalogue of Life.